# Caio Víbio Rufo
Caio Víbio Rufo Rufino (em latim: Gaius Vibius Rufus Rufinus) foi um político romano nomeado cônsul sufecto em 16. Além disto, duas coisas se conhecem sobre sua vida: que ele alegava possuir a cadeira curul de Júlio César e que foi casado com a viúva de Cícero, provavelmente a segunda esposa dele, Publília. Entre 16 e 24 foi um dos curatorum alvei Tiberis, responsável pela manutenção das margens do Tibre.
Caio Víbio Rufino, cônsul sufecto em 22, era seu filho.